# Alagón (gmina)
Alagón – miejscowość i gmina w Hiszpanii, w prowincji Saragossa, w Aragonii, o powierzchni 24,22 km². W 2011 roku gmina liczyła 7167 mieszkańców.
W miejscowości jest stacja kolejowa Alagón.